# Antichloris ornata
Antichloris ornata là một loài bướm đêm thuộc phân họ Arctiinae, họ Erebidae.